# Alone in the Dark: Illumination
Alone in the Dark: Illumination ist ein kooperativer Third-Person-Shooter von Pure FPS für Windows. Es ist der sechste Titel in der Computerspielreihe Alone in the Dark. Das Spiel erschien am 11. Juni 2015 über Atari.

## Szenario
Schauplatz ist die verlassene Stadt Lorwich an der Südgrenze des US-Bundesstaats Virginia. Die ehemalige Minenstadt war früher ein Industriezentrum, bevor ein Hochwasser die Bevölkerung zur Flucht zwang und die Minenanlagen vollkommen zerstörte. Daher blieb die Stadt auch nach dem Rückgang des Wassers verlassen und zerfiel zusehends. Wie es überhaupt zu der Katastrophe kommen konnte, wurde nie geklärt. Wegen Berichten über seltsame Kreaturen und eines unheimlichen Nebels in der Stadt, wagt niemand mehr sie zu betreten. Die Einheimischen der Umgebung glauben an die Existenz einer bösen übernatürlichen Macht, die sie nur The Darkness nennen und für die Ereignisse verantwortlich machen.

## Spielprinzip
In Illumination können bis zu vier Spieler gemeinsam spielen. Das Team besteht aus vier Figuren mit unterschiedlichen Fähigkeiten und Kampfweisen: 
- Theodore „Ted“ Carnby (Der Jäger)
- Celeste, eigentlich Sara Hartwood (Die Hexe)
- Gabriella Saunders (Die Technikerin)
- Father Henry Giger (Der Priester)

Es gibt drei Kampagnen mit je vier Missionen. Darin muss das Team einen Schutzraum erreichen, gegnerische Kreaturen und einige Rätsel erschweren den Weg dorthin.

## Rezeption
Das Spiel erhielt nach Erscheinen hauptsächlich negative Kritiken (Metacritic: 19 %).

„War Eden Games' Entwurf ein brüchiges, beherzt seine Vision vertretendes Spiel, ist Illumination ein Schwerstunfall ohne Chance auf Reanimation. Mir fällt kein Aspekt ein, unter dem man es vielleicht noch als ‚netten Koop-Shooter im nächsten Sale‘ durchwinken könnte, wenn wir seit Jahren etwas Wundervolles wie Left 4 Dead haben. Man kann nur eine möglichst dicke Klappe draufnageln in der Hoffnung, dass nie wieder jemand dieses Elend freisetzt, und allen Beteiligten gute Besserung wünschen.“

„Alone in the Dark: Illumination zeigt auf schockierende Weise, was man bei der Spieleentwicklung falsch machen kann und wie man einer Marke endgültig den Todesstoß verpasst.“